# Hōō-Maru
Le Hōō Maru (鳳凰丸) est l'un des premiers navires de guerre de type occidental du Japon après la période d'isolement. Il a été construit par le gouverneur d'Uraga, Nakajima Saburosuke (中島三郎助), suivant la visite en 1846 du commodore américain James Biddle, et la visite en 1853 du Commodore Perry.
Sa construction a commencé en 1853, et s'est achevée en juillet 1854.
Ses voiles avaient des bandes noires, selon le style du début du shogunat Tokugawa pour les voiliers de type occidental.

## Source de la traduction
- (en) Cet article est partiellement ou en totalité issu de l’article de Wikipédia en anglais intitulé « Japanese warship Hōō Maru » (voir la liste des auteurs).